# Naissance en 973
Naissance
- 969
- 970
- 971
- 972
- 973
- 974
- 975
- 976
- 977

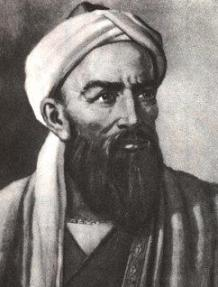
Portrait imaginaire d'Al-Biruni, né en 973.

Cette page dresse une liste de personnalités nées au cours de l'année 973  :
- mai : Henri II du Saint-Empire, duc de Bavière, roi de Francie Orientale (Germanie), roi d'Italie, élu empereur romain germanique.
- 04[1] ou le 15 septembre[2] : Al-Biruni, savant encyclopédiste persan (mathématicien, physicien, astronome, historien), écrivant entre autres en arabe.

- Abu-l-Ala al-Maari, poète syrien de langue arabe.
- Ermessende de Barcelone, dit Venustissima (« Super Vénus ») en raison de sa grande beauté, épouse du comte Ramón Borrell († 1057)[3].
- Grégoire V, pape.